# جرج دیویس (بازیگر)
جرج دیویس (انگلیسی: George Davis؛ ‏ ۷ نوامبر ۱۸۸۹ – ۱۹ آوریل ۱۹۶۵) بازیگر اهل ایالات متحده آمریکا بود که در هلند به‌دنیا آمد. وی بین سال‌های ۱۹۱۶ تا ۱۹۶۳ میلادی فعالیت می‌کرد.

## گزیدهٔ فیلم‌شناسی
- سه عصر
- زندگی شخصی او
- درمان خانگی
- آیرن میول
- ستاره‌های من
- مستأجرهای بیکار
- جوانک مبارز
- شرلوک جونیور
- به خنده‌ات ادامه بده
- شبح اپرا
- گردشگر
- شعله جادویی
- خانه‌تکانی
- سیرک
- بخت ابله
- پخمه، ولی جسور
- ۴ ابلیس
- بیداری
- بوسه
- نه آن‌قدر احمق
- نینوتچکا
- نی‌نواز هاملین
- در مکانی پرت
- امپراتریس سرخ‌پوش
- بانوی بدنام‌شده
- صخره‌های سفید دوور
- وسواس باشکوه
- قانون عمومی
- سه تفنگدار